# Especie vulnerable

La categoría «Vulnerable» en la versión 3.1 de 2008 de la Lista Roja de la UICN.

Una especie se considera vulnerable (abreviado oficialmente como VU) cuando, tras ser evaluada por la UICN, es clasificada en esta categoría de la Lista Roja tras determinarse que presenta una alta probabilidad de convertirse en «especie en peligro de extinción».
Entre los criterios por los cuales un taxón puede integrar esta categoría se encuentra una importante reducción en la población o una fragmentación o disminución en la distribución natural de la especie.

La categoría «Vulnerable» en la versión 2.3 de 1994 de la Lista Roja de la UICN.

La categoría incluye también algunas especies que en anteriores revisiones de la Lista Roja integraban la categoría dependiente de conservación. En la versión 2008 de la lista, se incluyen 4.309 taxones de animales y 4.602 de plantas en la categoría Vulnerable.

## Ejemplos
Algunos ejemplos de especies recogidas como vulnerables son:
- Arctictis binturong[4]
- El lobo ibérico (Canis lupus signatus)
- Physeter macrocephalus

## Clasificaciones similares
Algunos sistemas poseen categorías similares, por ejemplo:
- El Apéndice II del CITES incluye especies que, aunque no se encuentran necesariamente en peligro de extinción, están amenazadas.[5]
- El criterio de preocupación especial (SC) de la lista elaborada por el COSEWIC de especies amenazadas en Canadá incluye a todos los taxones que finalmente podrían entrar a alguna categoría que denote una amenaza seria.[6]
- Las categorías G3 y G2 otorgados por la organización conservacionista NatureServe incluye a todas las especies que a nivel global se encuentran en un estado «vulnerable» o «bajo peligro», respectivamente.[7]
- La categoría Vulnerable a Nivel Nacional (NV) del Sistema de Clasificación de Amenazas de Nueva Zelanda incluye a especies que presentan criterios similares a los de la categoría Vulnerable de la Lista Roja.[8]